# Çeltikçi (Kızılcahamam)
Çeltikçi è una piccola città nel distretto di Kızılcahamam, in provincia di Ankara, Turchia. Si trova a sud del serbatoio della diga Çamlıudere Dam e a sud-ovest di Kızılcahamam, a 40°19′N 32°27′E . La popolazione di Çeltikçi era di 499 persone nel 2011. I primi riferimenti a Çeltikçi risalgono al 1691, quando il governo ottomano costrinse una piccola tribù turkmena a stabilirvisi. Ma in seguito altre persone come circassi del Caucaso, turchi di Veliko Tarnovo (oggi in Bulgaria), circassi e tartari di Dobrugia (oggi in Romania) si stabilirono a Çeltikçi.